# Dysdera aculeata
Dysdera aculeata är en spindelart som beskrevs av Kroneberg 1875. Dysdera aculeata ingår i släktet Dysdera och familjen ringögonspindlar. Inga underarter finns listade i Catalogue of Life.